# FC Bihor Oradea
Der FC Bihor Oradea ist ein rumänischer Fußballverein aus Oradea. Er spielte von 2004 bis zu seiner Auflösung in der zweiten rumänischen Fußballliga, der Liga II. Die größten Erfolge des Vereins sind fünf Aufstiege in die höchste rumänische Fußballliga, die Liga 1, wo er bisher insgesamt 18 Jahre gespielt hat. 2016 wurde der Verein aufgrund von Insolvenz aufgelöst und wurde 2022 neugegründet.

## Geschichte
FC Bihor Oradea wurde im Jahr 1958 zunächst als Crișul Oradea – benannt nach der Schnellen Kreisch (rumänisch Crișul Repede), an der Oradea liegt – gegründet und spielte zunächst in der Regionalmeisterschaft von Oradea. Nach der Fusion mit dem Lokalrivalen Solidaritatea Oradea gelang im Jahr 1961 der Aufstieg in die Divizia B. Bereits zwei Jahre später folgte der Aufstieg in die höchste rumänische Spielklasse, die Divizia A. Da im selben Jahr der Lokalrivale CAO Oradea aus der Divizia A abstieg, war Crișul der führende Klub der Stadt.
Die Zugehörigkeit von Crișul zur Divizia A war nie von längerer Dauer. Spätestens nach ein paar Jahren stieg die Mannschaft wieder in die Divizia B ab, wobei kurze Zeit später wiederum der Aufstieg folgte. So spielte Crișul von 1963 bis 1966, von 1968 bis 1972, von 1975 bis 1979, von 1982 bis 1986 und von 1988 bis 1991 in der Divizia A. Dabei änderte der Verein im Jahr 1972 seinen Namen in FC Bihor Oradea (benannt nach dem nahe gelegenen Bihor-Gebirge).
In den Folgejahren versuchte FC Bihor zunächst vergeblich, in die Divizia A zurückzukehren. Von 1996 bis 1998 spielte der Klub gar in der drittklassigen Divizia C. Im Jahr 2001 wurde der Vereinsname in FC Oradea geändert und zwei Jahre später gelang endlich der Wiederaufstieg, nachdem man sich in den Relegationsspielen gegen Oțelul Galați hatte durchsetzen können. Am 10. Dezember 2003 wurde Trainer Ionuț Popa entlassen und am Ende der Saison 2003/04 folgte unter Trainer Zsolt Muzsnay der Abstieg in die Divizia B. Daraufhin wurden im Sommer 2004 Emerich Jenei als neuer Vereinspräsident und Marian Bondrea als neuer Chefcoach verpflichtet. Im Jahr 2005 wurde der Name wieder in FC Bihor Oradea geändert. Am 28. Juni 2005 wurde mit Alin Artimon ein neuer Trainer vorgestellt, der einen Zweijahresvertrag unterschrieben hatte. Doch bereits am 27. September 2005 wurde Präsident Marcel Iancu entlassen und wenige Tage später musste auch Trainer Artimon sein Amt aufgeben. Mit Marin Ion wurde ein Coach eingestellt, der das Team bereits in der Hinrunde der Aufstiegssaison 2002/03 trainiert hatte. Nachfolger als Präsident wurde am 18. Oktober 2005 Alexander Szatmári. Nach Ions Weggang zu Dinamo Bukarest in der Winterpause übernahm der bisherige Co-Trainer Alexandru Kiss am 1. März 2006 das Traineramt und wurde in der Rückrunde von Emerich Jenei als technischem Direktor unterstützt. Am Ende der Saison scheiterte der Klub als Zweitplatzierter seiner Staffel in den Relegationsspielen um den Aufstieg zur Liga 1 durch Niederlagen gegen Forex Brașov und Unirea Urziceni. Am 28. Juni 2006 schied Szatmári als Vereinspräsident aus und wurde durch Alexandru Tóth Ardelean abgelöst. Im Anschluss kam es zu mehrjährigen Untersuchungen und Gerichtsverfahren, in denen angeblich zu niedrige Transfersummen, die in Szatmáris Amtszeit für führende Spieler des Vereins erzielt wurden, im Mittelpunkt standen. Im September 2006 trat zudem Alexandru Kiss als Trainer zurück und wurde durch seinen bisherigen Assistenten Florin Farcaș ersetzt, mit dem in der Liga II 2006/07 der Klassenerhalt nur mit Mühe geschafft werden konnte. Am 2. Juli 2007 wurde Gheorghe Silaghi, der bisherige Jugendtrainer von FC Brașov, zum neuen Chefcoach des Vereins ernannt. Er trat jedoch am 15. September 2008 von seinem Amt zurück, als sich der FC Bihor auf dem letzten Tabellenplatz in der Liga II 2008/09 befand. Nachfolger wurde der bisherige Co-Trainer Zoltán Vig, dessen Vertrag im Juni 2009 auslief und nicht mehr verlängert wurde. Am 6. Juli 2009 wurde daraufhin Ioan Petcu als neuer Trainer vorgestellt.
Am 30. Juli 2009 gab Gheorghe Alexandrescu, der neue Präsident von FC Bihor Oradea, bekannt, dass der Verein über zwei Millionen RON Schulden hatte und trat am 10. August 2009 gemeinsam mit seinem Sohn, dem Vizepräsidenten Adrian Alexandrescu nach nur 45-tägiger Amtszeit zurück. Erst nachdem die Spieler Gehaltskürzungen in Höhe von 15 bis 30 Prozent akzeptiert hatten, gaben der Stadtrat und der Kreisrat, die die Mannschaft finanziell unterstützten, am 11. August 2009 grünes Licht für die Teilnahme an der Liga II 2009/10. Nach der Heimniederlage gegen FC Baia Mare am 24. Oktober 2009 wurde der Trainervertrag mit Ioan Petcu aufgelöst. Am 26. Oktober 2009 trat mit Ioan Lucian ein neuer Präsident sein Amt an und einen Tag später wurde Ovidiu Lazăr zum neuen Cheftrainer ernannt. Doch bereits zum Ende der Hinrunde gaben Lazăr und sein Co-Trainer Sándor Kulcsár ihren Rücktritt bekannt, so dass am 4. Januar 2010 mit Dan Dobai ein neuer Trainer verpflichtet wurde, mit dem die Saison auf dem neunten Rang beendet werden konnte.
Am 28. Juni 2010 unterschrieb der Geschäftsmann László Máriusz Vízer (* 7. November 1958), Präsident der Internationalen Judo-Föderation, einen Zweijahresvertrag als Mäzen des Vereins und am 5. Juli 2010 löste Gheorghe Ghiț, ehemaliger Trainer von CF Liberty Oradea, den bisherigen Trainer Dan Dobai ab. Zahlreiche Spieler des Vereins reichten im August 2010 Klage wegen ausstehender Gehaltszahlungen ein. Während der Saison 2010/11 ergänzte der rumänische Fußballverband die Lizenzkriterien für die Liga 1 um einen Passus, der die Schuldenfreiheit eines Vereins gegenüber dem rumänischen Staat vorsah. FC Bihor Oradea wurde daraufhin in erster Instanz die Lizenz für die Liga 1 verweigert, obwohl der Aufstieg als Tabellenzweiter sportlich sichergestellt worden war. Am 18. Juli 2011 bestätigte der Internationale Sportgerichtshof die Lizenzverweigerung und der Verein musste in der Folgesaison erneut in der Liga II antreten.
Nach drei Niederlagen und einem Sieg in den ersten vier Meisterschaftsspielen der Liga II 2011/12 wurde Gheorghe Ghiț am 15. September 2011 entlassen und durch den 31-jährigen Italiener Leonardo Gabbanini, der zwei italienische Meistertitel mit den Junioren des AC Florenz aufzuweisen hatte, ersetzt. Dieser erklärte am 20. Oktober 2011 seinen Rücktritt, nachdem er in fünf Meisterschaftsspielen einen einzigen Sieg und vier Unentschieden errungen hatte. Vereinspräsident Șerban Morcan ernannte noch am selben Tag den bisherigen Co-Trainer Stelian Farcău zum neuen Chefcoach.
Der Verein ist im Juni 2024 wieder in die zweite rumänische Liga aufgestiegen.

## Stadion

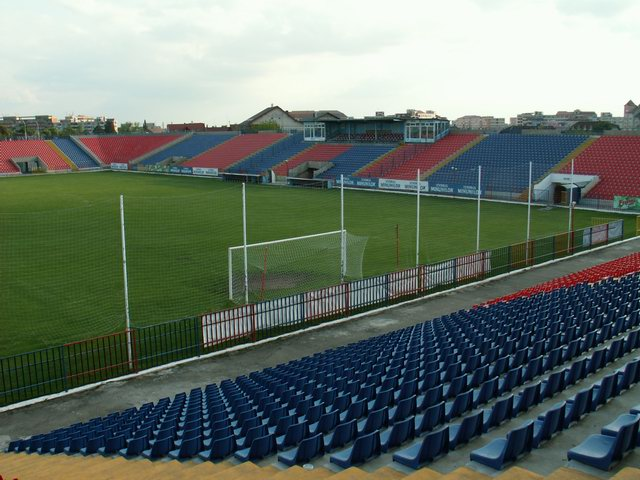
Stadionul Iuliu Bodola (2008)

Der 2022 neugegründete Verein trägt seine Heimspiele im Stadionul Iuliu Bodola von 1924 mit heute 12.376 Plätzen aus. Auch der Vorgänger FC Bihor Oradea von 1958 war in der ganzen Zeit seines Bestehens (1958–2016) im Stadion beheimatet. Der Club Atletic Oradea war von 1924 bis 1963 und von 2017 bis 2022 Nutzer des Stadionul Iuliu Bodola.
Am 21. August 2024 genehmigte die rumänische Regierung den Bau eines neuen Fußballstadions nach UEFA-Standard in Oradea. Das vom Architekturbüro Dico și Ţigănaş entworfene Projekt soll von der Compania Națională de Investiții (CNI) der Regierung umgesetzt werden und ist auf 472 Mio. RON (rund 94,7 Mio. Euro) Baukosten angesetzt. Gegenwärtig wird ein Unternehmen gesucht, das die Bauarbeiten durchführt. Neben der neuen Spielstätte des FC Bihor Oradea mit 16.291 Sitzplätzen umfasst das Bauprojekt ein Hotel mit Restaurant, Konferenzräume und ein Spa-Zentrum zur Erholung der Spieler. Der Bau soll 2025 starten und zwei Jahre andauern.

## Erfolge
- Aufstieg in die Divizia A: 1963, 1968, 1975, 1982, 1988, 2003

## Ehemalige Spieler
- Zeno Bundea
- Attila Kun
- Gheorghe Liliac
- Marius Popa
- Alexander Szatmári
- Ioan Zare
- Zsolt Muzsnay
- Marcel Lazareanu
- Iuliu Bodola
- Ovidiu Lazăr
- Dumitru Ile
- Marcel Puscas

## Ehemalige Trainer
- Ladislau Zilahi (1964 bis 1966)
- Attila Kun
- Emerich Jenei
- Viorel Mateianu (1988 bis 1989)
- Robert Cosmoc
- Viorel Abrudan (1991, Frühjahr 2005 bis Juni 2005)
- Nicolae Manea (1996 bis 1997)
- Gavril Balint (1998)
- Marcel Coraș (1998 bis 1999)
- Costel Orac (Anfang 2000 bis Sommer 2000)
- Zsolt Muzsnay (Sommer 2000 bis Herbst 2000, April 2004 bis Sommer 2004, Frühjahr 2005)
- Lajos Détári (Herbst 2000)
- Ioan Andone (2000 bis Anfang 2001)
- Iosif Rotariu (2001 bis 2002, April 2012)
- Nicolae Kovacs (2002)
- Alexandru Moldovan (2002 bis Sommer 2002)
- Marin Ion (Herbst 2002, Anfang Oktober 2005 bis 1. März 2006)
- Dan Dobai (Herbst 2002, 4. Januar 2010 bis 5. Juli 2010)
- Ionuț Popa (2003 bis 10. Dezember 2003)
- Dumitru Dumitriu (Anfang 2004 bis 2004)
- Marian Bondrea (Sommer 2004 bis Frühjahr 2005)
- Alin Artimon (28. Juni 2005 bis Anfang Oktober 2005)
- Alexandru Kiss (1. März 2006 bis September 2006)
- Florin Farcaș (September 2006 bis Juni 2007 und aktuell 2024)
- Gheorghe Silaghi (2. Juli 2007 bis 15. September 2008)
- Zoltán Vig (18. September 2008 bis Juni 2009)
- Ioan Petcu (6. Juli 2009 bis 26. Oktober 2009)
- Ovidiu Lazăr (27. Oktober 2009 bis Dezember 2009)
- Gheorghe Ghiț (5. Juli 2010 bis 15. September 2011, April 2012 bis September 2012, Juni 2013 bis Dezember 2013)
- Leonardo Gabbanini (15. September 2011 bis 20. Oktober 2011)
- Stelian Farcău (20. Oktober 2011 bis April 2012)
- Claudiu Niculescu (September 2012 bis Dezember 2012)
- Marian Pană (Januar 2013 bis Juni 2013)
- Alexandru Pelici (Dezember 2013)